# Comarnic
Comarnic è una città della Romania di 13 214 abitanti, ubicata nel distretto di Prahova, nella regione storica della Muntenia.
Fanno parte dell'area amministrativa anche le località di Ghioşeşti, Podu Lung, Poiana e Posada.
Il toponimo ha in romeno il significato di "capanna" e deriva a sua volta dal termine slavo komar (zanzara).
Tra i luoghi di interesse si segnalano:
- La Chiesa di San Nicola (Sf. Nicolae), costruita nel 1901 sulle rovine di una preesistente, che è la più grande della zona.
- L'eremo di Lespezi, del 1601, che comprende anche una chiesa costruita tra il 1661 ed il 1675 con decorazioni dipinte dal pittore Pârvu Mutu nel 1694.
- Il Castello di Posada, residenza della famiglia Bibescu, dove visse anche la scrittrice e poetessa Martha Bibescu.